# Акжайдак
Акжайда́к (каз. Ақжайдақ) — село у складі Актогайського району Карагандинської області Казахстану. Входить до складу Ортадересінського сільського округу.
Населення — 245 осіб (2021; 206 у 2009, 197 у 1999, 270 у 1989).
Національний склад станом на 1989 рік:
- казахи — 100 %.

Станом на 1989 рік село мало статус станційного селища.